# Унсуе
Унсуе (ісп. Unzué) — муніципалітет в Іспанії, у складі автономної спільноти Наварра. Населення — 134 особи (2009).
Муніципалітет розташований на відстані близько 300 км на північний схід від Мадрида, 18 км на південь від Памплони.
На території муніципалітету розташовані такі населені пункти: (дані про населення за 2009 рік)
- Карраскаль: 5 осіб
- Унсуе: 129 осіб

## Демографія
Динаміка населення (INE ):

## Галерея зображень

Розташування муніципалітету
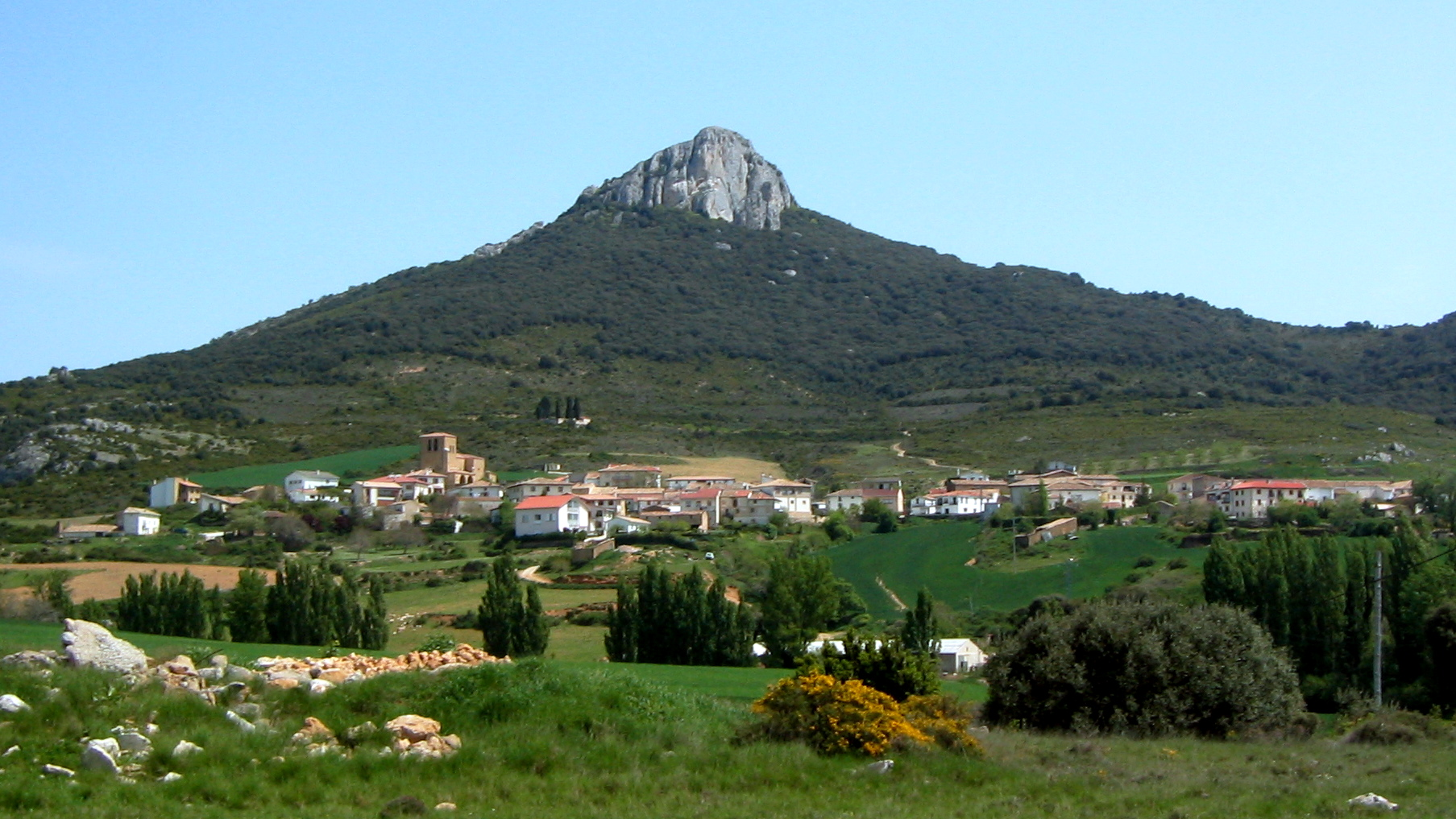
Унсуе